# Sybra laterivitta
Sybra laterivitta là một loài bọ cánh cứng trong họ Cerambycidae.